# Східна Золота Липа
Схі́дна Золота́ Ли́па — річка в Україні, в межах Золочівського району Львівської області та Тернопільського районів Тернопільської області. Ліва притока Золотої Липи (басейн Дністра).

## Опис
Довжина річки 33 км, площа басейну 290 км². Долина у верхів'ї V-подібна, нижче — ящикоподібна і трапецієподібна, завглибшки до 120 м, завширшки до 2,7 км. Заплава подекуди заболочена, завширшки до 400 м. Річище помірнозвивисте, завширшки 4 м. Похил річки 2,4 м/км. Споруджено чимало ставків.

## Розташування
Річка бере початок південних схилах Головного європейського вододілу, у східній частині пасма Гологорів, на південь від села Вороняки. Тече переважно на південь (лише біля смт Поморяни — на схід і південний схід). Впадає у Золоту Липу між селами Жуків та Гиновичі.
Притоки: Самець, Махнівка, Зварич (ліві).